# 벰바어
벰바어(Bemba, Chibemba)는 잠비아 북동부 등에 사는 벰바족이 사용하는 반투어군 언어이다. 모어로 사용하는 벰바족 외에 18개의 관련 민족이 링구아 프랑카로서 벰바어를 구사한다.
잠비아의 7대 지역언어 중 하나로, 수도 루사카를 포함한 도시 거주민들도 많이 사용하는 언어이다. 잠비아의 초대 대통령 케네스 카운다는 말라위 출신이지만 벰바어를 사용하는 지역사회에서 자랐다.

## 같이 보기
- 벰바족
- 반투어군